# Fowtbolayin Akowmb Dinamo Yerevan
El Fowtbolayin Akowmb Dinamo Erevan (també escrit FC Dinamo Yerevan) fou un club de futbol armeni de la ciutat d'Erevan.

## Història
El club va ser fundat l'any 1936, durant l'època soviètica. Més tard, amb la independència del país l'any 1992, fou refundat. Jugà la lliga armènia fins que fou dissolt l'any 2008.

## Trajectòria
| Any          | Nom           | Divisió                 | Posició | PJ | PG | PE | PP | GF | GC | PTS |
| ------------ | ------------- | ----------------------- | ------- | -- | -- | -- | -- | -- | -- | --- |
| 1992         | Dinamo Erevan | Lliga armènia de futbol | 16      | 26 | 8  | 9  | 9  | 37 | 42 | 25  |
| 1993         | Dinamo Erevan | Lliga armènia de futbol | 6       | 20 | 9  | 3  | 8  | 30 | 21 | 21  |
| 1994         | Dinamo Erevan | Lliga armènia de futbol | 4       | 18 | 9  | 5  | 4  | 49 | 32 | 23  |
| 1995         | Dinamo Erevan | Lliga armènia de futbol | 2       | 12 | 7  | 3  | 2  | 40 | 12 | 24  |
| 1995/96      | Dinamo Erevan | Lliga armènia de futbol | 11      | 22 | 6  | 4  | 12 | 27 | 38 | 22  |
| 1996/97      | Dinamo Erevan | Lliga armènia de futbol | 8       | 22 | 7  | 4  | 11 | 23 | 41 | 25  |
| 1997         | Dinamo Erevan | Lliga armènia de futbol | 5       | 16 | 4  | 2  | 10 | 18 | 47 | 14  |
| 1998         | Dinamo Erevan | Lliga armènia de futbol | 10      | 24 | 6  | 1  | 17 | 26 | 65 | 19  |
| 1999         | Dinamo Erevan | Lliga armènia de futbol | 1       | 16 | 13 | 0  | 3  | 40 | 14 | 39  |
| 2000         | Dinamo Erevan | Lliga armènia de futbol | 8       | 28 | 1  | 4  | 23 | 19 | 78 | 7   |
| 2001         | Dinamo Erevan | Lliga armènia de futbol | 5       | 10 | 8  | 0  | 2  | 35 | 12 | 24  |
| 2002         | Dinamo Erevan | no participà            | -       | -  | -  | -  | -  | -  | -  | -   |
| 2003         | Dinamo Erevan | Lliga armènia de futbol | 8       | 22 | 9  | 4  | 9  | 29 | 44 | 31  |
| 2004         | Dinamo Erevan | Lliga armènia de futbol | 12      | 30 | 9  | 1  | 20 | 52 | 72 | 28  |
| 2005         | Dinamo Erevan | Lliga armènia de futbol | 10      | 24 | 6  | 3  | 15 | 26 | 56 | 18  |
| 2006         | Dinamo Erevan | Lliga armènia de futbol | 5       | 18 | 9  | 4  | 5  | 36 | 34 | 31  |
| 2007         | Dinamo Erevan | Lliga armènia de futbol | 4       | 21 | 10 | 3  | 8  | 47 | 38 | 33  |
| 2008–present | -             | no participà            | -       | -  | -  | -  | -  | -  | -  | -   |